# Leptomorphus gracilis
Leptomorphus gracilis är en tvåvingeart som beskrevs av Loïc Matile 1977. Leptomorphus gracilis ingår i släktet Leptomorphus och familjen svampmyggor.
Artens utbredningsområde är Centralafrikanska republiken. Inga underarter finns listade i Catalogue of Life.